# Emőke Fűrész
Emőke Dóra Fűrész (Székesfehérvár, 15 febbraio 1977) è un'ex cestista ungherese.

## Carriera
Con l'Ungheria ha disputato due edizioni dei Campionati europei (2001, 2003).